# 名城大学の人物一覧
名城大学の人物一覧（めいじょうだいがくのじんぶついちらん）は、名城大学に関係する人物の一覧記事。

## 創立者・創立関係者
- 田中壽一 - 創立者 物理学者
- 河合逸治 - 創立者 英語学者 河合塾創設者
- 信時潔 - 学歌作曲
- 下総皖一 - 第一応援歌作曲
- 古関裕而 - 第二応援歌作曲

## 理事・理事長
- 佐伯進 - 実業家。ノリタケカンパニーリミテド社長・会長や中部経済同友会代表幹事を務めた。勲三等瑞宝章、スリランカラトナ勲章、藍綬褒章受章。
- 岩崎正視 - 実業家。トヨタ自動車副会長や名古屋グランパスエイト社長、日本自動車工業会会長を務めた。
- 大橋正昭 - 実業家。元愛知製鋼社長。
- 小笠原日出男 - 経営者。元UFJホールディングス社長。三菱東京UFJ銀行名誉顧問。名城大学理事長[1]。
- 松下雋 - 日本ガイシ代表取締役社長。中部経済連合会副会長、学校法人名城大学理事。三重県四日市市出身。
- 神田真秋 - 日本の政治家、弁護士。日本赤十字社愛知県支部支部長、愛知県国際交流協会会長、東海東京調査センター顧問、愛知県スケート連盟会長、愛知芸術文化センター総長、学校法人名城大学理事。一宮市長、愛知県知事を務めた。
- 安田善次 - 実業家。元関東自動車工業相談役。学校法人名城大学理事。
- 後藤武夫 - 実業家、帝国データバンク創業者[2]。福岡県出身。弟は後藤多喜蔵（内務官僚）[3]

## 著名な教職員

### ノーベル賞受賞者
- 赤﨑勇 - 特別栄誉教授、理工学研究科終身教授、ノーベル物理学賞、文化勲章
- 天野浩 - 特別栄誉教授、LED共同研究センター運営委員、元理工学部教授、ノーベル物理学賞、文化勲章
- 野依良治 - 客員教授、ノーベル化学賞、文化勲章
- 吉野彰 - 理工学研究科教授、ノーベル化学賞、紫綬褒章、チャールズ・スターク・ドレイパー賞、文化勲章

### 文化勲章受章者
前述のノーベル賞受賞者であり文化勲章受章者である赤崎勇・天野浩・野依良治・吉野彰の他、
- 飯島澄男 - 理工学研究科終身教授、ベンジャミン・フランクリン・メダル、文化勲章

### 紫綬褒章受章者
- 板倉文忠 - 理工学部教授、紫綬褒章
- 福田敏男 - 理工学部教授、紫綬褒章、IEEE会長

### そのほかの著名な教職員
- 青木脩 - 講師
- 青山邦夫 - 法務研究科（法科大学院）教授
- 明石康 - アジア研究所名誉所長、特定非営利活動法人日本紛争予防センター会長、国際連合事務次長や国際連合事務総長特別代表を歴任
- 五十嵐豊作 - 教授
- 池上彰 - 教授
- 岩野貞雄 - ワイン醸造家 ワイン研究家
- 江藤直美 - 男子バレーボール部コーチ、元バレーボール選手、バレーボール指導者
- 榎本博明 - 人間学部教授、MP人間科学研究所代表、心理学者
- 葛西敬之 - 客員教授、JR東海会長
- 加藤主税 - 講師
- 川勝博 - 総合数理教育センター長、総合数理教育センター教授
- 木下栄蔵 - 都市情報学部教授
- 木村捨雄 - 人間学部教授、教育学者
- 久野潤 - 非常勤講師 戦記作家。戦史・艦内神社研究家。竹田研究財団理事、京都竹田研究会幹事長[1]。
- アーナンダ・クマーラ - 外国語学部初代学部長
- 小泉和也 - 経済学部准教授、ラグビー選手
- 小林健吾 - 講師
- 小原雅博 - 特任教授、外交官、在シドニー総領事、在上海総領事
- 小森義峯 - 法商学部講師
- 坂田昌弘 - 農学部非常勤講師、化学者、財団法人電力中央研究所研究員
- 柴田悦子 - 客員教授、大阪市立大学名誉教授
- 霜田美樹雄 - 助教授、政治学者
- 白川清 - 名誉教授、農業経済学者
- 鈴村裕輔 - 外国語学部准教授、野球史研究家、法政大学国際日本学研究所客員学術研究員、博士（学術）
- 颯田圭子 - 非常勤講師
- 津端修一 - 教授、建築家、都市計画家、評論家
- 中島徳至 - 実業家、株式会社ゼロスポーツ創業者、講演者
- 早川豊 - 商学部助教授
- 原口清 - 名誉教授、元商学部長、元商学部教授
- 樋浦誠 - 農学部非常勤講師、農学者、専門は植物病理学
- 飛田武幸 - 名誉教授、元理工学部長、元理工学部教授、中日文化賞
- 深川英俊 - 理工学部非常勤講師、数学史家。1970年代から和算を研究し、国内外で和算や算額の紹介を行う
- 船田秀佳 - 人間学部教授、総合研究所教授
- 光藤景皎 - 法科大学院教授
- 村松定史 - 人間学部教授、日本児童文芸家協会前理事長
- 松村昌紀 - 理工学部教授
- 森博嗣 - 教授、小説家、同人作家
- 森川輝一 - 法学部准教授、政治学者
- 守田志郎 - 商学部教授、農業経済学者
- 盛田良久 - 経営学部教授
- 森本達雄 - 名誉教授
- 芳村思風 - 非常勤講師
- 柳澤武 - 法学部教授
- 山崎隆三 - 商学部教授、名誉教授、農業経済学者
- 山本浩史 - 法学部助教、柔道選手
- 原秀六 - 講師
- 吉原泰助 - 非常勤講師
- 吉田曠二 - 非常勤講師

## 著名な卒業生

### 政界
- 川島實 - 元衆議院議員
- 橋本勉 - 元衆議院議員（中退）
- 宮崎道公 - 元宮崎県えびの市長
- 山下治夫 - 元愛知県知多郡美浜町長
- 太田考則 - 北名古屋市長、元愛知県西春日井郡西春町長
- 則竹勅仁 - 名古屋市会議員
- 佐々木雄三 - 元広島県佐伯郡宮島町長
- 松田正民 - 元長崎県議会副議長、元自治政務次官、松田九郎の長男
- 藤田和秀 - 名古屋市会議員

### 官界
- 竹村公太郎 - 元国土交通省河川局長、財団法人リバーフロント整備センター理事長
- バシール・モハバット - アフガニスタンの学者、通訳、外交官、大使

### 財界
- 小塚逸夫 - 元フタバ産業社長
- 荒川俊治 - 元エス・バイ・エル社長
- 黒須康宏 - ロイヤルホールディングス社長
- 榊原栄一 - スギ薬局会長兼スギホールディングス社長、日本チェーンドラッグストア協会副会長
- 山本英俊 - フィールズ会長、中退
- 門内仁志 - 元大東建託副社長
- 藤田恭嗣 - メディアドゥ創業者・社長、徳島大学産業院教育・経営支援部門招聘教授
- 大澤和宏 - 名古屋テレビ塔社長
- 片田一幸 - リアル創業者・社長
- 佐藤勝之 - サード社長、LEXUS TEAM SARD総監督、AZAPA社長室執行役員
- 奥矩雄 - 元アイシン精機副社長

### 研究者・学者
- 小林敬和 - 愛媛大学法文学部教授、香川大学大学院教授、弁護士
- 鈴木昇一 - 藤田保健衛生大学医療科学部教授、放射線被曝の権威
- 髙森八四郎 - 関西大学名誉教授、朝日大学法学部・同大学院教授、弁護士
- にしゃんた - 羽衣国際大学現代社会学部教授
- 林秀樹 - 静岡県立大学薬学部講師
- 廣村正彰 - 東京工芸大学芸術学部教授、特種東海ホールディングス顧問
- 八代嘉美 - 京都大学iPS細胞研究所上廣倫理研究部門特定准教授
- 栗木清典 - 衛生学者、博士（医学）（名古屋市立大学・2002年）、静岡県立大学食品栄養科学部教授
- 市川深 - 会計学者、東京経済大学経営学部教授、

### 文学
- ぢたま(某) - 漫画家
- 佃典彦 - 劇作家、岸田國士戯曲賞受賞
- 広川純 - 小説家、松本清張賞受賞
- 白鳥士郎 - 小説家、ライトノベル作家
- 徳田耕一 - 作家（交通ジャーナリスト）、鈴鹿大学客員教授
- 次良丸忍 - 児童文学作家、新美南吉児童文学賞受賞
- 温泉太郎 - フリーライター、編集者、イラストレーター。本名 山本和生。三重県伊勢市出身。沖縄県那覇市在住
- 松本匡代 - 作家。三重県伊勢市生まれ。滋賀県大津市在住

### 芸術
- 高崎正治 - 建築家、京都造形芸術大学教授
- 伊藤孝紀 - 建築家、名古屋工業大学大学院准教授
- 板坂諭 - デザイナー、建築家。愛知県出身[4]。
- 神谷利徳 - インテリアデザイナー、名古屋造形大学客員教授
- 廣村正彰 - グラフィックデザイナー、東京工芸大学芸術学部教授 特種東海ホールディングスad顧問
- 竹内敏信 - 写真家、日本写真芸術専門学校長
- 森田正美 - 写真家
- 和田直 - 作詞家、作曲家

### 芸能
- 日影晃 - 『THE STAR CLUB』ボーカル
- 藤田哲朗 - 元『チェリッシュ』ベース
- mudy on the 昨晩 - インストバンド
- 北川陽大 - ミュージシャン、～Lefa～のメンバー
- 城戸光晴 - 俳優、プロダクション・タンク所属。以前はガイズエンターテイメント、劇団銅鑼
- 桐本拓哉 - 俳優、声優
- 上田定行 - ラジオパーソナリティ
- 北尾茂久 - ボーカル・パーソナリティー
- Ayumi. - 歌手
- 早川瑞希 - アイドル
- 契月 - 俳優、モデル
- 武田あかり - タレント
- 武田知大 - 俳優
- 白井淳夫 - ジャズ・サクソフォーン奏者
- 桑原みずき - アイドル
- 原アンナ - タレント、モデル
- ザクマシンガン山田 - プライムに所属するピン芸人
- 立川わんだ - 落語家
- 神道裕 - お笑いタレント、みちのくボンガーズ、オフィスまめかな所属のピン芸人
- 五味洸一 - 声優
- しばゆー - YouTuber(中退)

### スポーツ

#### 野球
- 岩井俊介 - プロ野球選手（福岡ソフトバンクホークス)
- 角屋龍太 - 元プロ野球選手（オリックス・バファローズ）
- 鎌田圭司 - 元プロ野球選手（中日ドラゴンズ）
- 栗林良吏 - プロ野球選手（広島東洋カープ）
- 近藤弘基 - 元プロ野球選手（中日ドラゴンズ）
- 清水昭信 - 元プロ野球選手（中日ドラゴンズ）
- 永田能隆 - 元プロ野球選手（オリックス・ブルーウェーブ-中日ドラゴンズ）
- 二宮衣沙貴 - プロ野球選手（台湾富邦ガーディアンズ）
- 英智 - 元プロ野球選手（中日ドラゴンズ）兄は、モデルで俳優の蔵本敬充
- 藤原保行 - 元プロ野球選手（近鉄バファローズ）
- 森越祐人 - 中日ドラゴンズコーチ、元プロ野球選手（中日ドラゴンズ-阪神タイガース-埼玉西武ライオンズ）
- 盛田嘉哉 - 元プロ野球選手（中日ドラゴンズ）
- 山内敬太 - 元プロ野球選手（広島東洋カープ）
- 山内壮馬 - 名城大学野球部投手コーチ、元プロ野球選手（中日ドラゴンズ-東北楽天ゴールデンイーグルス）
- 山本秀樹 - 元ヤマハ監督、元社会人野球選手
- 若林弘泰 - 元東海大学菅生高校野球部監督、元プロ野球選手（中日ドラゴンズ） ※現役引退後の卒業

#### キックボクシング
- 井上正憲 - キックボクサー
- 佐藤嘉洋 - 元キックボクサー

#### プロレス
- 後藤達俊 - プロレスラー（フリー、元新日本プロレス）

#### プロスカッシュ
- 西尾竹英 - 元プロスカッシュプレイヤー、全日本選手権優勝2回、妻は西尾麻美

#### ハンドボール
- 山本伸二 - 元ハンドボール選手、元ワクナガレオリック監督、モスクワ五輪、ロサンゼルス五輪代表
- 柳匠郎 - ハンドボール選手、トヨタ紡織九州レッド・トルネード所属
- 柳雄大 - ハンドボール選手、日本ハンドボールリーグの大崎電気所属、実兄はハンドボール選手の柳匠郎
- 佐藤智仁 - ハンドボール選手

#### ラグビー
- 藤井雄一郎 - 元ラグビー選手、宗像サニックスブルース部長兼監督
- 長尾純一 - 元ラグビー選手
- 大嶌一平 - ラグビー選手
- 長谷川雄司 - ラグビー選手

#### 陸上
- 小田切亜希 - 陸上競技長距離走・マラソン選手、天満屋所属
- 加世田梨花 - 陸上競技選手
- 和田有菜 - 陸上競技選手
- 髙松智美ムセンビ - 陸上競技選手
- 小林成美 - 陸上競技選手、長距離走
- 荒井優奈 - 陸上競技選手、長距離走
- 山本有真 - 陸上競技選手、中距離走、長距離走

### アナウンサー
- 橋本康成 - 青森放送役員待遇テレビ編成制作局長、元アナウンサー
- 久野咲恵 - 元名古屋テレビ放送アナウンサー
- 青山紀子 - 東海ラジオ放送アナウンサー、元名古屋テレビ放送アナウンサー

### その他
- 中澤沙耶 - 女流棋士
- 脇田菜々子 - 女流棋士
- 河野義行 - 著述家、松本サリン事件冤罪被害者
- 武富勝彦 - 農家。